# Ismah Chatun
Ismah Chatun (von arabisch-persisch عصمة خاتون, DMG ‘Iṣma Ḫātūn), gest. um 1141/1142, war eine seldschukische Prinzessin, Tochter von Sultan Malik Schah I. (1055–1092, reg. 1072–1092) und eine der Ehefrauen des 28. Abbasiden-Kalifen al-Mustazhir. (r. 1094–1118).

## Leben
Ismah Chatun war die Tochter des seldschukischen Sultan Malik Schah I. (1055–1092, reg. 1072–1092) und dessen Konkubine Tadsch al-Dīn Khātūn al-Safarriyya.
Sie heiratete den Abbasiden-Kalifen al-Mustazhir 1108/1109 in Isfahan und folgte ihm zwei Jahre später nach Bagdad. Am 3. Februar 1112 gebar sie den Prinzen Abu Ishaq Ibrahim, der im Oktober 1114 an den Pocken starb.
Nach dem Tod ihres Gatten im Jahr 1118 kehrte Ismah Chatun nach Isfahan zurück, wo sie um 1141/1142 verstarb.

## Rezeption
Der irakisch-abbasidische Historiker Ibn al-Sa'i (1197–1276) beschrieb sie in seinem Werk Die Frauen der Kalifen als Frau von hoher Intelligenz und als Virago von „ungebrochener Entschlossenheit“.

## Wissenswertes
Ismah Chatuns Halbschwester Māh-e Mulk (gest. um 1091) hatte 1087 den Vorgänger ihres Mannes, den 27. Abbasiden-Kalifen al-Muqtadi (1056–1094, reg. 1075–1094) geheiratet.